# Revelation in the Courthouse Park
Revelation in the Courthouse Park (en français, Révélation dans le parc du palais de Justice) est un opéra de Harry Partch sur un livret du compositeur, inspiré par Les Bacchantes d'Euripide. 

## Un livret à double entrée

### Personnages
| Rôle I                                              | Rôle II                                              | voix                                                       |
| --------------------------------------------------- | ---------------------------------------------------- | ---------------------------------------------------------- |
| « La mère », fervente d'Ishbu Kubu et mère de Sonny | Agavé, bacchante de Thèbes et mère de Penthée        | soprano/rôle parlé                                         |
| Sonny, jeune homme dans le parc de la cour          | Penthée, jeune roi de l'ancienne Thèbes              | ténor/rôle parlé                                           |
| Un clochard dans le parc de la cour                 | Tirésias, prophète aveugle                           | rôle parlé sur une gamme naturelle                         |
| Un marchand de rue                                  | Le berger                                            | rôle parlé sur une gamme naturelle                         |
| Dion, rock-star et roi hollywoodien d'Ishbu Kubu    | Dionysos, ancien dieu adoré des bacchantes           | baryton/rôle parlé                                         |
| Le maire                                            | Cadmos, fondateur de Thèbes et grand-père de Penthée | rôle parlé sur une gamme naturelle                         |
|                                                     | Coryphée, menant le chœur des femmes de Thèbes       | contralto/rôle parlé                                       |
| Le policier                                         | Le garde                                             | rôle parlé sur une gamme naturelle                         |
| Fans de Dion                                        | Bacchantes de Dionysos                               | Chœur de femmes (à huit voix)                              |
|                                                     |                                                      | Chœur d'hommes (à quatre voix)                             |
|                                                     |                                                      | Fanfares, jongleurs, musiciens, batteurs, majorettes, etc. |

### Action
N°1 CHŒUR I - Fin d'après-midi dans le parc du palais de justice
1. Prologue
2. Fanfare & marche
3. « Forever Ummorra »
4. « Save my soul and bless my heart » (« Sauvez mon âme et à mes souhaits »)
 Rituel pour cordes et danseurs en sabots, en quatre sections
5. « Wunnantu Anda » : Rituel primitif aux percussions
6. « Heavenly daze and a million years » (« Étourdissement céleste et un million d'années »)
 Climax de bienvenue

N°2 SCENE I - Fin d'après-midi devant l'entrée du palais royal de Thèbes
1. Entrée et monologue de Dionysos
2. Hymne à Dionysos - « Holy joy and get religion » (« Sainte joie et adoptez une religion »)
3. Dialogue entre Tirésias et Cadmos
4. Entrée de Penthée

N°3 CHŒUR II - Début de soirée dans le parc du palais de justice
1. Marche somnambule de Sonny, qui se voit sacrifié en rêve

N°4 SCENE II - Début de soirée devant l'entrée du palais royal de Thèbes
1. Hymne à Dionysos - « What the majority believes and does » (« Ce que la majorité croit et fait »)
2. Arrestation de Dionysos - dialogue entre Penthée et l'étranger
3. Hymne à Dionysos - « Glory to the male womb » (« Gloire à l'utérus masculin »)

N°5 CHŒUR III - Nuit dans le parc du palais de justice
1. Feux d'artifice en l'honneur de Dion, roi hollywoodien d'Ishbu Kubu
2. Chœur de femmes I : « These good old-fashioned thrills ! » (« Ces bons vieux frissons »)
3. Chœur de femmes II : « Not so young ! » (« Pas si jeunes ! »)
4. Révélation mystique d'Ishbu Kubu
5. Climax : « Tumble on » (« Culbutez »)

N°6 SCENE III - Nuit devant l'entrée du palais royal de Thèbes
1. Entrée de Dionysos
2. Premier dialogue entre Penthée et l'étranger
3. Projection cinématographique du rituel dionysiaque
4. Monologue du berger
5. Second dialogue entre Penthée et l'étranger 
 Travestissement de Penthée
6. Hymne à Dionysos - « O to be free where no man is » (« O être libre où nul homme ne se tient »)
7. Dernier dialogue entre Penthée et l'étranger 
 Sacrifice de Penthée

N°7 CHŒUR IV - Minuit dans le parc du palais de justice
1. Marche somnambule de la mère, qui se voit sacrifiant son propre fils en rêve

N°8 SCENE IV - Minuit devant l'entrée du palais royal de Thèbes
1. Hymne à Dionysos - « Hellhounds of madness » (« Chiens d'Enfer de la folie »)
2. Second monologue du berger
3. Hymne à Dionysos - « Dance to the Death » (« Dansez jusqu'à la mort »)
4. Révélation de la mort de Penthée entre Agavé et Cadmos

N°9 CODA - Le jour se lève dans le parc du palais de justice
Le personnage de « la mère » retire son masque grec, ainsi que celui de Penthée. La lumière se concentre sur Dion, apparaissant pour une dernière pose, et s'éteint.

## Instrumentation
| Instrumentation de Revelation in the Courthouse Park |
| Instruments de Partch |
| Kithara I, Kithara II, Harmonic Canon I, Harmonic Canon II, Chromelodeon I, Chromelodeon II, Guitare adaptée I, Guitare adaptée II, alto adapté, contrebasse adaptée, Bloboy, Crychord, Spoils of War, Cloud-chamber bowls, cone gongs (à deux exécutants), Diamond Marimba, Boo (à deux exécutants), Bass Marimba (à deux exécutants), Marimba Eroica (à deux exécutants). Piste sonore pré-enregistrée. |
| Fanfares |
| 2 piccolos, 3 Trompettes à pistons, 2 trombones, 1 tuba, tambour militaire, grosse caisse. |
| Musique de scène |
| 2 guitares. |

## Discographie
- Revelation in the Courthouse Park - enregistré en Octobre 1987 à l'Université de Philadelphie, Pennsylvanie, dir. Danlee Mitchell - double CD Tomato records, 2003 (premier enregistrement mondial)

### Ouvrages de Harry Partch
- (en) Harry Partch, Genesis of a Music, New York, Da Capo Press, 1974, 544 p. (ISBN 0-306-80106-X),
- (en) Harry Partch, Bitter Music : Collected Journals, Essays, Introductions, and Librettos, Urbana/Chicago, University of Illinois Press, 2000, 487 p. (ISBN 978-0-252-06913-0, lire en ligne).

### Ouvrages généraux
- (en) William Anthony Sheppard, Revealing Masks : Exotic Influences and Ritualized Performance in Modernist Music Theater, University of California Press, 2001, 350 p. (ISBN 978-0-520-22302-8, lire en ligne),
- (en) Michael Broyles, Mavericks and Other Traditions in American Music, Yale University Press, 2004, 400 p. (ISBN 978-0-300-12789-8, lire en ligne),
- (en) Richard Taruskin, Music in the Late Twentieth Century, vol.6, Oxford University Press, 2009, 610 p. (ISBN 978-0-19-979600-7, lire en ligne),
- (en) Peter Brown et Suzana Ograjenšek, Ancient Drama in Music for the Modern Stage, Oxford University Press, 2010, 480 p. (ISBN 978-0-19-161094-3, lire en ligne),
- (en) Helene P. Foley, Reimagining Greek Tragedy on the American Stage, University of California Press, 2012, 396 p. (ISBN 978-0-520-95365-9, lire en ligne).

### Monographies
- (en) Thomas McGeary, The music of Harry Partch : a descriptive catalog, Institute for Studies in American Music, Conservatory of Music, Brooklyn College of the City University of New York, 1991, 185 p. (ISBN 978-0-914678-34-2),
- (en) Bob Gilmore, Harry Partch : A Biography, Yale University Press, 1998, 468 p. (ISBN 978-0-300-06521-3, lire en ligne).